# 鳥見
鳥見（とりみ）とは、江戸幕府の職名の1つ。鷹狩場の管理と将軍などが鷹狩をする際の準備にあたった。なお、その源流は中世に遡り、諸藩の中にも同様の役職を設置したところがある。
鷹匠が鷹を調教する役目を担ったのに対して、鳥見は鷹狩を行う現地（鷹狩場）における鳥の生息状況を監視してより獲物の多い場所へと導く役割を担った。また、鷹狩場が一定の地域に固定されると、密猟の防止や獲物となる鳥への餌付け、更に周辺農村部における人員動員や治安確保も担当した。狩に関する知識などは長年の経験によるところが大きく、技能職として世襲される事が多かった。
また鳥の生息状況を見ると称して、武家屋敷・大名屋敷に入ることもあったことや、その職責からして80俵5人扶持は大きいことから、諜報部員としての側面があったとも言われている。
徳川家康以来、江戸幕府歴代将軍が鷹狩を愛好した事からこうした役職はその時々に応じてあったと考えられているが、若年寄の下に10人が鳥見に任じられて正式な役職として成立したのは寛永20年（1643年）のことである。徳川綱吉の生類憐れみの令によって一時大幅に削減されたが、徳川吉宗の時代に復活して以後拡張された。その後、徳川慶喜が西洋軍制を採用する方針を固めた慶応2年12月（1866年、西暦では翌1867年）廃止された。
なお、現地に滞在した在宅鳥見の下には周辺農村から村役の一環として「鷹番」が登用されていたが、その負担は大きく将軍鷹狩の際の人夫徴発と合わせて農民一揆などの騒動を起こす一因にもなった。

## 主な役職
- 鳥見頭（鳥見組頭）　200俵高・野扶持5口・役金20両 - 2名
- 鳥見　80俵高・野扶持5口・伝馬金18両 - 当初10名、最終的に32名
- 鳥見見習　9名
- 在宅鳥見　7名（鷹狩場に居住した）